# Dark Star (film)
Dark Star è un film di fantascienza statunitense del 1974 diretto da John Carpenter, suo esordio alla regia di un lungometraggio. Il film riprende molti elementi del celebre 2001: Odissea nello spazio di Stanley Kubrick, in senso surreale e parodistico.

## Trama
La Dark Star è un'astronave che da ormai 20 anni terrestri (nello spazio sono passati solo 3 anni) esplora l'universo con il compito di identificare e distruggere tutti i pianeti instabili, per favorire la colonizzazione attuata dal genere umano. L'equipaggio è composto dal tenente Doolittle, dall'eccentrico sergente Pinback, dal rude Boiler e dal taciturno Talby. A completare il gruppo si aggiunge il defunto comandante Powell, morto qualche mese prima per un guasto ma tenuto in vita tramite ibernazione.
Quello che dovrebbe essere un equipaggio unito si rivela in realtà un gruppo di persone impreparate e che nulla hanno a che fare tra di loro: Pinback è spesso vessato dai suoi colleghi che non ne capiscono l'ironia (oltretutto si scopre che l'uomo non è veramente Pinback, ma un manutentore scambiato per lui il giorno della partenza); Talby è spesso isolato e trova conforto solamente nell'osservare lo spazio profondo dalla sua postazione; Boiler è un uomo rozzo e poco zelante, coinvolto spesso in atteggiamenti irregolari e scorretti; ed infine c'è Doolittle che, pur essendo il più professionale, vorrebbe soltanto tornare sulla Terra per poter praticare il surf con passione.
Durante l'attraversamento di una tempesta di asteroidi, un impulso elettromagnetico danneggia il laser di comunicazione con la bomba 20 che esce dall'astronave, sulla sua rampa, e inizia ad avviare i preparativi di esplosione, salvo poi essere interrotta dal computer che la convince a rientrare nel portello poiché il segnale inviato era accidentale. Nel frattempo il sergente Pinback, dopo aver cercato di intrattenere inutilmente i propri colleghi, si trova in difficoltà nel momento in cui un alieno (raccolto dall'equipaggio ed accudito sulla nave) si ribella al proprio padrone e inizia a scappare per l'astronave mettendo più volte Pinback in situazioni complicate e pericolose, finché questi non lo colpisce con un dardo tranquillante che mette la creatura fuori gioco.
Quello che Pinback non sa è che l'alieno ha inavvertitamente toccato di nuovo il laser della bomba 20, che ancora una volta esce dalla stiva pronta ad esplodere: per la seconda volta, il computer la invita a desistere e a rientrare nella nave. Talby, che si è accorto che qualcosa non funziona con il laser, scende nel compartimento stagno e prova ad aggiustarlo, proprio nel momento in cui la Dark Star raggiunge un altro pianeta da far esplodere: mentre Doolittle, Boiler e Pinback innescano la bomba, Talby danneggia il sensore laser, impedendo così alla bomba di sganciarsi. Preso dal panico in quanto la bomba si rifiuta di disinnescarsi, Doolittle chiede aiuto al comandante ibernato Powell, che gli consiglia di conversare con la bomba affinché desista. Il tenente si mette dunque faccia a faccia con la bomba e improvvisa un grottesco dialogo sulla metafisica, che alla fine riesce a mettere dei dubbi nell'ordigno che rientra per riflettere.
Pensando di aver scampato il pericolo Doolittle si appresta a rientrare, ma per sbaglio, durante l'apertura delle porte, Talby (che era rimasto ferito nel compartimento stagno) viene buttato fuori, costringendo Doolittle a recuperarlo. Quando tutto sembra risolto, la bomba si riattiva per risolvere il complicato dilemma morale di Doolittle ed infine esplode, distruggendo la Dark Star ed uccidendo Boiler e Pinback. Rimasti solamente Talby e Doolittle, entrambi decidono di andarsene nella maniera che ritengono più opportuna: Talby viene catturato da una massa di asteroidi con la quale viaggerà nell'universo per sempre, mentre Doolittle, trovato un rottame dell'astronave, lo usa come tavola per surfare nello spazio prima di disintegrarsi nell'atmosfera di una Supernova.

## Produzione
Il film ha origine da The Electric Dutchman, film girato nei primi anni settanta del XX secolo, per un progetto universitario presso la University of Southern California, scritto dal giovane John Carpenter assieme a Dan O'Bannon, che si occupò degli effetti speciali, della produzione, del montaggio e che vi recitò anche la parte del sergente Pinback.
Il film originale, pensato come una parodia a basso costo di 2001: Odissea nello spazio, aveva una durata di 45 minuti, era girato in 16mm e poteva contare su un budget complessivo di 6000 dollari. Grazie all'intercessione di John Landis, amico di Dan O'Bannon, che rimase colpito da questa produzione, vennero reperiti altri 60.000 dollari per poter aggiungere altri 50 minuti di girato in 35mm.

## Distribuzione
La Filmex nel 1975 effettuò una distribuzione limitata nei cinema, grazie anche al produttore Jack H. Harris, che ne volle sostenere la diffusione. Inizialmente il film non ebbe un grande successo, né di pubblico, né economico, ma divenne in seguito un vero e proprio cult quando qualche anno dopo fu pubblicato in videocassetta.
Il film è stato doppiato in italiano per la messa in onda televisiva e la distribuzione in home video.